# Milan Balda
Milan Balda (* 22. července 1924, Plzeň) je český vysokoškolský pedagog a výzkumný pracovník z oblasti technické kybernetiky, dlouholetý vedoucí katedry automatického řízení Fakulty strojní Českého vysokého učení technického (ČVUT) v Praze.
Maturoval na plzeňské reálce v roce 1942, ale na strojní fakultě ČVUT mohl začít studovat až po znovuotevření českých vysokých škol. Už v době studia se zajímal o problematiku měření a regulace a fakulta, na níž studoval, se pak stala jeho celoživotním působištěm.
V roce 1954 obhájil disertační práci Modelování regulačních obvodů. V roce 1958 byl jmenován docentem a byl pověřen vedením nově založené katedry automatického řízení, na jejímž vzniku se podílel. Kromě formování výuky tohoto oboru, zaměřeného na využití matematických metod a modelů, bylo pro katedru nezbytné mít k dispozici co nejmodernější vybavení: měřicí a regulační přístroje, analogové počítače, v roce 1966 se Milanu Baldovi podařilo získat první číslicový počítač na strojní fakultě.
Od roku 1965 byl na katedře zaveden nový samostatný obor inženýrského studia „Přístrojová, regulační a automatizační technika“ a v roce 1974 obor „Automatizované systémy řízení“.
Pro odbornou úroveň katedry byla důležitá i účast ve výzkumných projektech. V letech 1965 až 1975 byl pod vedením Milana Baldy řešen výzkum fluidikových prvků pro řídicí systémy (tedy prvků využívajících přenos signálů prostřednictvím proudící tekutiny). Jeho výsledky promítl Milan Balda do své doktorské disertační práce, kterou obhájil v roce 1974. V roce 1977 byl jmenován profesorem.
V dalších letech se pak Milan Balda věnoval především rozvoji a pojetí výuky disciplín technické kybernetiky, včetně vedení vědeckých aspirantů. Katedru automatického řízení vedl až do roku 1990.